# Día Internacional Contra el Acoso Escolar
El 2 de mayo es el día Mundial Contra el Acoso Escolar, un grave problema que afecta a millones de escolares de Educación Primaria y Educación secundaria en todo el mundo y que causa al menos 200 muertes en forma directa cada año. Esta iniciativa, nacida en el año 2013 a partir de la presentación del Dr. Javier Miglino, fundador de la ONG Bullying Sin Fronteras, fue aprobada por la Unesco el mismo año con el fin de ayudar a la concienciación de este problema. Posteriormente, fue reconocido oficialmente por el Parlamento Español, el Senado Argentino y el Parlamento Uruguayo.

## Acoso escolar
Entre las situaciones de violencia encontramos el acoso entre iguales, refiriéndonos así al conjunto de comportamientos físicos y/o verbales de un niño o niña o grupo de niñas y niños, de una manera hostil y abusando de un poder dirigido contra un compañero o compañera de forma repetitiva y durante mucho tiempo, con la intención implícita o explícita de hacerle daño. No se trata ni de bromas, ni de conductas aisladas, sino de relaciones abusivas y violentas. La interacción con los compañeros y compañeras contribuye en gran manera al desarrollo socio cognitivo de los niños y niñas, pero hay cierto tipo de relaciones que pueden tener consecuencias muy negativas en este desarrollo.
Según el Dr. Javier Miglino, titular de la ONG Bullying Sin Fronteras: «El bullying es un enemigo silencioso que se nutre de tres venenos: la soledad, la tristeza, el miedo».

## Tipos de acoso escolar
Entre las acciones de acoso escolar puede identificarse: el ciberacoso, el bloqueo social, hostigamiento, manipulación, coacciones, intimidación, agresiones, amenazas, acoso escolar homofóbico, entre otras.

## «La Epidemia del Siglo XXI»
En 2013, se estableció que América Latina es la región del mundo con mayor promedio de casos de acoso escolar. Según la ONG Bullying Sin Fronteras, siete de cada diez niños sufren acoso escolar
En 2014, se calcula que 1 de cada 3 niños en el mundo sufre acoso escolar según la Unicef.
En 2020, debido a la pandemia de COVID-19, las clases escolares debieron hacerse de modo virtual a través de plataformas digitales. Como resultado, según un informe elaborado por el Equipo Multidisciplinario de la ONG Bullying Sin Fronteras, el 33% de los niños y adolescentes de América del Norte, Central y América del Sur y España, afirmaron haber sido víctimas de ciberbullying o ciberacoso durante la cuarentena.

La violencia entre pares, tanto en el nivel primario como en el nivel secundario, es la Epidemia del Siglo XXI.

Como remedio a este problema social que ocurre mayormente en escuelas, Bullying Sin Fronteras y la Unesco recomiendan encarecidamente que los padres y maestros hablen con los niños para poder «vencer a este monstruo que es el Bullying».